# Emil Čermák (novinář)
Emil Čermák, známý pod pseudonymem Emil Kozák, (5. července 1864 Valašské Meziříčí – 10. srpna 1949 Praha) byl český novinář, v letech 1920–1930 ředitel České tiskové kanceláře.

## Život
Studoval v letech 1883–1885 práva na právnické fakultě v Praze. Vydával Moravské listy, v letech 1893–1895 byl prvním šéfredaktorem Lidových novin, poté narychlo odjel do Bulharska a působil tam jako dopisovatel zahraničních novin. Prohluboval česko-bulharské vztahy, poté se účastnil odboje za první světové války. Po válce se vrátil do Československa, v roce 1919 pracoval v tiskovém odboru ministerstva zahraničí, v letech 1920–1930 ředitel ČTK, poté byl na odpočinku, ale ještě do roku 1938 měl přednášky z žurnalistiky na Svobodné škole politických nauk.
V Bulharsku se setkal s Anetou, rozenou Hodinovou, v roce 1909 se jim narodil syn Bojan a 1912 dcera Ema. Vnukem Čermáka je Václav Pačes.
Zemřel po druhé světové válce, roku 1949 a byl pohřben na Nuselském hřbitově.